# Le val d’Andorre
Le val d’Andorre (deutscher Titel: Das Tal von Andorra) ist eine Opéra-comique in drei Akten des französischen Komponisten Fromental Halévy. Das Libretto stammt von Jules-Henri Vernoy de Saint-Georges. Die Uraufführung fand am 11. November 1848 in der Salle Favart II der Opéra-Comique in Paris statt.

## Handlung

Szene aus dem dritten Akt, Paris 1848

Stéphan wird gleich von drei Frauen begehrt. Dabei handelt es sich um die junge Dienerin Rose de Mai, deren verwitwete Arbeitgeberin Thérésa und um die reiche Erbin Georgette. Aber er soll gegen seinen Willen in die französische Armee einberufen werden und versucht sich durch Flucht dieser Pflicht zu entziehen. Er wird gefasst und wegen Desertation zum Tode verurteilt. Rose will ihn retten und ein Lösegeld für die Begnadigung bzw. Freilassung Stéphans zahlen. Da sie das Geld nicht hat, stiehlt sie es von Thérésa, gibt aber an, es stamme von Georgette. In einem großen Finale, das deutlich von einem entsprechenden Finale der Oper Le nozze di Figaro inspiriert ist, stellt sich heraus, dass Rose die verschollene Tochter von Thérésa ist. Georgette wiederum gibt ihre Ambitionen hinsichtlich einer Beziehung zu Stéphan auf. Dieser ist nach der Lösegeldzahlung wieder ein freier Mann und kann nun seine Rose heiraten. (Anmerkung: In den Quellen gibt es leicht abweichende Inhaltsangaben, die aber alle auf das Gleiche hinauslaufen).

## Gestaltung
Wie in der Opéra-comique üblich, besitzt Le val d’Andorre gesprochene Dialoge. Die Handlung ist außergewöhnlich komplex und bis ins Detail durchkonstruiert. Halévy hatte bereits einige Erfolge auf dem Gebiet der Grand opéra erzielt und übernahm daraus die Ästhetik des Lokalkolorits, allerdings übertragen auf das bürgerliche Milieu. Damit wirkt diese Oper wie ein Vorläufer des Drame lyrique. In den Musiknummern orientierte er sich am traditionellen Stil der Opéra-comique. Bedeutender sind hingegen die Solopartien, durch die „das Idyllenambiente der Pyrenäen und ihrer Bewohner im Ton einer ‚neuen Einfachheit‘ Gestalt gewinnt“ (Sieghart Döhring).

### Orchester
Die Orchesterbesetzung der Oper umfasst die folgenden Instrumente:
- Holzbläser: Piccoloflöte, Flöte, zwei Oboen, zwei Klarinetten, zwei Fagotte
- Blechbläser: vier Hörner, zwei Trompeten, zwei Pistons, drei Posaunen
- zwei Pauken, Schlagzeug: große Trommel, Becken, Tambour, Triangel, Kastagnetten, Glocke, 4 Glöckchen, Tambour de basque
- Harfe
- Streicher
- Bühnenmusik auf der Szene: Oboe, Horn, Tambour, Glocke
- Bühnenmusik hinter der Szene: zwei Glocken, Orgel

### Musiknummern
Die Partiturausgabe von 1851 enthält die folgenden Musiknummern:
Erster Akt
- Ouvertüre
- Nr. 1. Chor und Arie (Georgette): „Gais Moissonneurs“
- Nr. 2. Lied des Ziegenhirten: „Voilà le sorcier“
- Nr. 3. Quartett: „Savant devin“
- Nr. 4. Romanze (Rose de Mai): „Marguerite qui m’invite“
- Nr. 5. Ariette (Stéphan): „Enfant de bois“
- Nr. 6. Arie (Lejoyeux): „Dans cette ferme hospitalière“
- Nr. 7. Ensemblestück: „Jeunes guerriers“
- Nr. 8. Finale: „Sergent comptez-les bien“

Zweiter Akt
- Nr. 9. Duett und Chor: „Ah! Monsieur Saturnin vraiment“
- Nr. 10. Romanze (Rose de Mai): „Faudra-t-il donc pâle éperdue“
- Nr. 11 und 12. Trio und Quartett: „Ah! maintenant j’en ai l’espoir“
- Nr. 13. Terzett: „Reste, Rose un instant“
- Nr. 14. Couplets (Jacques): „Le coupçon Thérèse“
- Nr. 15. Finale: „Des fiancés c’est la fête“

Dritter Akt
- Nr. 16. Couplets (Tambour mit Chor): „Allons, allons un peu de caractère“
- Nr. 17. Chor: „La cloche nous appelle“
- Nr. 18. Duett (Georgette, Saturnin): „Vous partez“
- Nr. 19. Romanze (Stéphan): „Rose toute la nuit“
- Nr. 20. Arie (la Cornemuse) ohne Worte
- Nr. 21. Terzett und Ensemblestück: „Mon Dieu! mon Dieu! t’ai-je bien“
- Nr. 22. Finale: „Pour remplir le devoir“

## Werkgeschichte
Die Hauptdarsteller der Uraufführung am 11. November 1848 in der Salle Favart II der Opéra-Comique in Paris waren Charles Battaille (Jacques Sincère), Marius Pierre Audran (Stéphan), Toussaint Eugène Ernest Mocker (Lejoyeux), Pierre Victor Jourdan (Saturnin), Celeste Darcier (Rose), Anne-Benoîte-Louise Lavoye (Georgette) und Antoinette Jeanne Hermance Revilly (Thérésa). Die Inszenierung stammte von Henri, die Ausstattung von Pierre-Luc-Charles Ciceri, Henri Martin, Auguste Rubé, Joseph Thierry und Charles Cambon. Die prachtvolle und aufwändige Produktion mit herausragenden Sängern war ein gewaltiger Erfolg. Sie hielt sich viele Jahre im Spielplan der Opéra-Comique und wurde dort bis 1876 insgesamt 160 Mal gezeigt, ab 1875 in einer neuen Inszenierung. 1860 gab es eine ebenfalls sehr erfolgreiche Produktion am Pariser Théâtre-Lyrique mit 135 Aufführungen innerhalb eines Jahrzehnts.

Sänger der Uraufführung von 1848 (Kostümskizzen von Alexandre Lacauchie)
Charles Battaille (Jacques Sincère)
Marius Pierre Audran (Stéphan)
Toussaint Eugène Ernest Mocker (Lejoyeux)
Pierre Victor Jourdan (Saturnin)
Celeste Darcier (Rose)
Anne-Benoîte-Louise Lavoye (Georgette, 2. Akt)
Anne-Benoîte-Louise Lavoye (Georgette, 3. Akt)
Antoinette Jeanne Hermance Revilly (Thérésa)

Auch an anderen französischen Opernhäusern und im Ausland verbreitete sich die Oper schnell. Belegt sind u. a. die folgenden Produktionen:
- 19. Februar 1849: Antwerpen (französisch)
- 14. März 1849: Brüssel (französisch)
- Dezember 1849: New Orleans (französisch)
- 8. April 1849: Berlin (deutsch von Ludwig Rellstab)
- 7. Januar 1850: London, St. J.’s (französisch)
- 18. Januar 1850: London, Princess’s (englisch)
- 1850: München[1]
- 1850: New York[1]
- Frühling 1852: St. Petersburg (russisch von P. S. Fedorov)
- 14. April 1852: Riga (deutsch)
- 9. Oktober 1852: Warschau (polnisch von J. Jasiński)
- 20. November 1856: Prag (deutsch)
- 5. Dezember 1876: Mailand, Teatro Dal Verme (italienisch)
- 1. September 1880: Kassel (deutsch)
- 28. September 1885: Hamburg (deutsch)
- 1886: Genua, Teatro Margherita[1]
- 1. April 1888: Stockholm (schwedisch)
- 3. Dezember 1900: Karlsruhe (deutsch)
- 16. Oktober 1915: Paris, Théatre-Lyrique

Im Jahr 1849 kam die Oper in Leipzig auf die Bühne, wo sie ebenfalls begeistert aufgenommen wurde. Ignaz Moscheles lobte das Werk und pries vor allem den Melodienreigen. Als Le val d’Andorre im folgenden Jahr (1850) in London gegeben wurde, besuchte auch Königin Victoria eine Aufführung.
Das Libretto von Saint-Georges wurde in einer spanischen Bearbeitung als El valle de Andorra auch von Joaquín Gaztambide (1822–1870) als Zarzuela vertont (Uraufführung 1852 in Madrid).

## Digitalisate
- Le val d'Andorre: Noten und Audiodateien im International Music Score Library Project
- Partitur, Paris 1851. Digitalisat bei Gallica
- Morceaux détachés chant et piano, arrangés par A. de Garandé, Paris 1867. Digitalisat bei Gallica
- Paroles et musique sans accompagnement Paris 1877. Digitalisat bei Gallica
- Das Thal von Andorra : romantisch-komische Oper in 3 Akten. Libretto (deutsch), Berlin 1849. Digitalisat der Library of Congress. Übersetzung: Ludwig Rellstab
- La valle d’Andorra. Libretto (italienisch), Mailand 1876. Digitalisat im Internet Archive